# Paul Jarrico
Paul Jarrico (12 de enero de 1915 - 28 de octubre de 1997) fue un guionista y productor de cine estadounidense que estuvo en la lista negra de los jefes de los estudios cinematográficos de Hollywood durante la era del macartismo.

## Biografía

### Primeros años
Paul Jarrico nació en Los Ángeles, California el 12 de enero de 1915, como Israel Shapiro. Su padre era un inmigrante judío ruso, abogado, poeta y socialista. Mientras asistía a UCLA, Jarrico se unió a la Liga de Jóvenes Comunistas, donde se convirtió en miembro activo del Partido Comunista de los Estados Unidos . Su alianza y asociación con el partido duró desde 1937 hasta 1958.  

### Carrera cinematográfica
Durante la década de 1930, Jarrico comenzó su carrera como escritor. Escribió principalmente guiones de crimen y comedia para películas de Hollywood de bajo presupuesto con Columbia Pictures. Entre estas películas se encuentran No Time to Marry (1937), I Am the Law (1938) y Beauty for the Asking (1939), protagonizada por Lucille Ball. A principios de la década de 1940, Jarrico fue enviado al norte de África e Italia para ser marino mercante en la Segunda Guerra Mundial. Cuando regresó a casa, reinició su carrera conMetro Goldwyn Mayer Pictures. Su película de 1941 Tom, Dick and Harry, protagonizada por Ginger Rogers, fue nominada a un Premio de la Academia al Mejor Guion Original

En 1943, Jarrico coescribió el largometraje Song of Russia.  La película fue creada bajo presión del presidente Franklin D. Roosevelt para ganarse la simpatía del público por la causa soviética en su guerra contra Alemania . Algunas otras películas exitosas escritas por Jarrico en la década de 1940 incluyen Thousands Cheer (1943), The Search (1948) y Not Wanted (1949)

### En la lista negra
Jarrico se había enzarzado en una prolongada batalla legal con Howard Hughes, el jefe de la RKO. En 1950, mientras trabajaba en su nuevo guion para la película de Howard Hughes, La Torre Blanca, un amigo cercano a Jarrico dio su nombre al Comité de Actividades Antiamericanas de la Cámara de Representantes. Inmediatamente después de escuchar la noticia de la citación de Jarrico, Hughes lo despidió de la película. Después de negarse a testificar ante el Comité antes citado, Jarrico fue incluido en la lista negra y su pasaporte fue confiscado. Esto hizo que fuera extremadamente difícil para él hacer películas. Ningún estudio estadounidense estaba dispuesto a convertir sus guiones en películas y no podía ir a otros países debido a su falta de pasaporte
En 1954 Jarrico viajó a Nuevo México con Herbert J. Biberman, un colega cineasta de la lista negra, donde crearon la película La sal de la tierra. La película fue la única realizada por cineastas en la lista negra y, por lo tanto, se convirtió en la lista negra, lo que la convierte en la única película en la lista negra. La película fue una de las 100 películas elegidas por la Biblioteca del Congreso para el Registro Nacional de Cine en 1992.
En 1958 se trasladó a Europa donde vivió durante más de veinte años. Durante la década de 1960 utilizó el seudónimo de Peter Achilles para coescribir varias películas, entre ellas Jovanka e l'Altri (1960), Call Me Bwana (1963), Der Schatz der Azteken (1965) y La Balada de Johnny Ringo (1966). También escribió guiones para la televisión en Europa a lo largo de los años 1960.

### Vida personal y muerte
Jarrico se casó con Sylvia Gussin en 1936. La hermana menor de Sylvia, Zelma, se casó con el guionista Michael Wilson en 1941. 
En 1966 Jarrico se divorció de Sylvia Gussin, su esposa durante 30 años, para casarse con una francesa, Yvette Le Floc'h, de quien se separó en 1977. Luego regresó a los Estados Unidos donde conoció y se casó en 1992 con Lia Benedetti. 
Pasó el resto de su vida en California. Impartió cursos en la Universidad de California en Santa Bárbara y dio conferencias sobre teoría cinematográfica y la lista negra en Estados Unidos y Europa.
Jarrico falleció el 28 de octubre de 1997 en un accidente automovilístico. Regresaba a casa después de asistir a actividades que conmemoraban los inicios de la lista negra cincuenta años antes. Tenía 82 años.

## Filmografía
- No Time to Marry (1937)
- I Am the Law  (1938)
- The Little Adventuress (1938)
- Beauty for the Asking (1939)
- The Face Behind the Mask (1941)
- Tom, Dick and Harry (1941)
- Thousands Cheer (1943)
- Song of Russia (1943)
- The Search (1948)
- Not Wanted (1949)
- The White Tower (1950)
- The Las Vegas Story (1952)
- The Man Who Watched Trains Go By (1953)
- Salt of the Earth (La sal de la tierra) (1954)
- Jovanka e l’Altr (1960)
- All Night Long (1962)
- Call Me Bwana (1963)
- Der Schatz der Azteken (1965)
- Die Pyramide des Sonnegottes (1965)
- La Balada de Johnny Ringo (1966)
- Le Rouble a deux faces (1967)
- Atentat u Sarajevu (1976)
- Bilitis (1977)
- Messenger of Death (1988)